# 勐古区
勐古区，是缅甸联邦第一特区勐古县下辖的一个区。

## 名称
勐古的缅文在第一特区官方拼作。

## 行政区划
勐古区下辖以下等乡镇：
- 勐古镇[4]
- 捧线乡
- 澡堂河乡[5]